# Yaser Salem Ali
Yaser Salem Ali (5 de dezembro de 1977) é um ex-futebolista profissional emiratense, que atuava como atacante.

## Carreira

### Al Wahda SCC
Yaser Salem Ali se profissionalizou no	Al Wahda S.C.C., por onde atuou quase toda a carreira.

### Banyas
Atuou pelo clube na temporada 2005-2006.

## Seleção
Yaser Salem Ali integrou a Seleção Emiratense de Futebol na Copa das Confederações de 1997.